# Juan de Dios Carmona
Juan de Dios Carmona Peralta (Antofagasta, 22 de diciembre de 1916-Santiago, 27 de octubre de 2009) fue un abogado y político chileno. Se desempeñó como regidor de Antofagasta entre 1947 y 1948, alcalde de la misma comuna entre 1948 y 1949, diputado de la República en representación de la 2ª Agrupación Departamental durante tres periodos legislativos consecutivos entre 1949 y 1961, senador en representación de la 1ª Agrupación Provincial entre 1969 y 1973, y por último, cómo ministro de Estado —en las carteras de Defensa Nacional y Economía, Fomento y Reconstrucción— durante el gobierno del presidente Eduardo Frei Montalva entre 1964 y 1968. Diplomáticamente sirvió como embajador de Chile ante el Reino de España entre 1980 y 1983.

## Familia y estudios
Nació el 22 de diciembre de 1916 en Antofagasta, hijo de Juan de Dios Carmona Alcayaga (oriundo de Ovalle) y Rosario Peralta, proveniente de una familia de comerciantes de artículos de vestir y dedicados a la minería.
Cursó sus estudios secundarios en el Colegio San Luis de Antofagasta pertenecientes a los jesuitas, donde también estudiaron Radomiro Tomic y Edmundo Pérez Zujovic. Posteriormente, continuó los superiores en la Escuela de Derecho de la Universidad de Chile donde se tituló de abogado el 7 de junio de 1945 con la memoria Ratificación y confirmación de los actos jurídicos.
Entre 1945 y 1948 fue profesor en el Colegio San Luis de Antofagasta y posteriormente ejerció la profesión de abogado en esta última ciudad y en Santiago. A comienzos de la década de 1960 trabajó como funcionario del Instituto de Educación Rural hasta 1963.
Se casó con Lidia Marina González Morales, con quien tuvo cuatro hijos.

## Carrera política

### Falangista

#### Dirigente estudiantil
Se inició en la actividad pública como dirigente estudiantil en 1940, como presidente del Centro de Alumnos de Derecho. Al año siguiente pasó a formar parte de la Falange Nacional (FN), asumiendo como jefe de la fracción universitaria del partido. En 1951 y en 1953 asumió como presidente de dicha colectividad.

#### Regidor, alcalde y diputado
En 1947 fue elegido regidor y posteriormente alcalde de Antofagasta, cargo que desempeñó durante dos años y dejó para postularse como candidato a diputado por la 2ª Agrupación Departamental (correspondiente a los departamentos de Antofagasta, Tocopilla, El Loa y Taltal), por el periodo legislativo 1949-1953. Integró la Comisión Permanente de Constitución, Legislación y Justicia y fue diputado reemplazante en la Comisión Permanente de Hacienda y en la de Asistencia Médico-Social e Higiene.
En 1953 fue consejero del Servicio de Seguro Social en representación de la Cámara de Diputados y ese mismo año fue reelecto como diputado por la misma 2ª Agrupación Departamental, por el período 1953-1957, integrando la Comisión Permanente de Hacienda. Entre el 25 de mayo de 1955 y el 29 de enero de 1957 fue segundo vicepresidente de la Cámara. Entre las mociones presentadas que se convirtieron en ley de la República están: la Ley n° 11.496, del 5 de febrero de 1954, sobre el Servicio de Seguro Social y, la Ley n° 11.506, del 8 de marzo de 1954, sobre la modificación en la jubilación de empleados particulares.

### Democratacristiano
Hacia mediados de la década de 1950 participó de la fundación de la Federación Social Cristiana, conformada por varios grupos de orientación humanista que dio origen al Partido Demócrata Cristiano (PDC), al cual se incorporó desde su fundación en 1957.
Este último año obtuvo su tercera reelección como diputado por la misma 2ª Agrupación Departamental, por el periodo 1957-1961. En esta oportunidad integró la Comisión Permanente de Relaciones Exteriores.

#### Ministro de Eduardo Frei Montalva

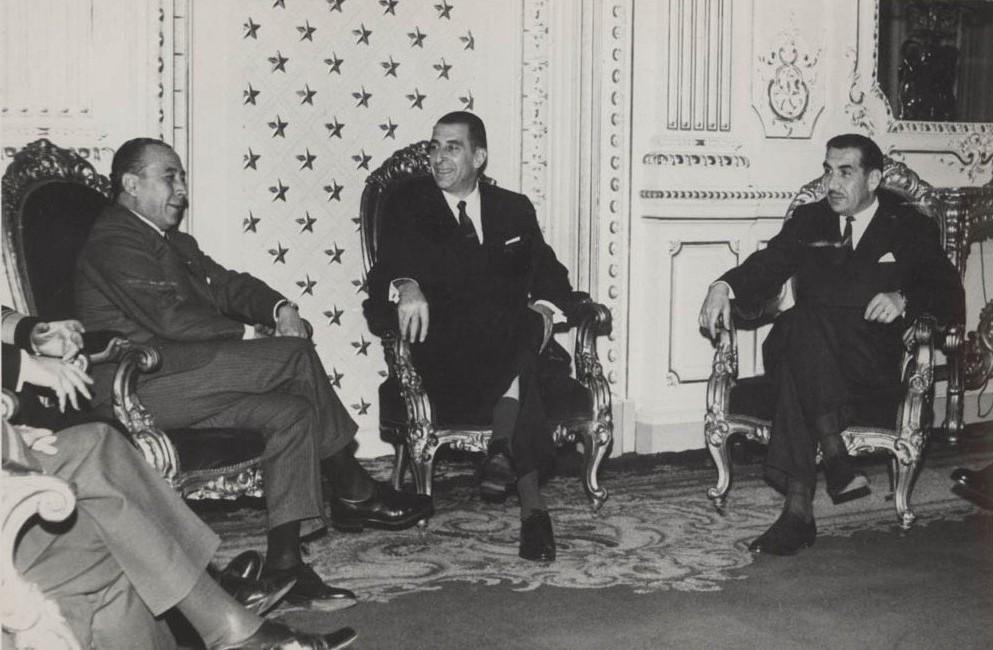
Juan de Dios Carmona (a la derecha) acompañando al presidente Eduardo Frei Montalva en una reunión.

El 3 de noviembre de 1964 fue nombrado como ministro de Defensa Nacional por el presidente Eduardo Frei Montalva, Durante el ejercicio de su cargo fue ministro subrogante (s) en tres oportunidades: en la cartera de Interior entre el 12 y el 25 de agosto de 1966 y entre 3 y el 21 de febrero de 1967, y en la cartera de Educación Pública, entre el 26 de febrero y el 7 de marzo de 1966. Dejó la cartera de Defensa Nacional el 2 de mayo de 1968 para asumir como ministro de Economía, Fomento y Reconstrucción, cargo en el que se mantuvo hasta el 30 de septiembre de 1968.

#### Senador

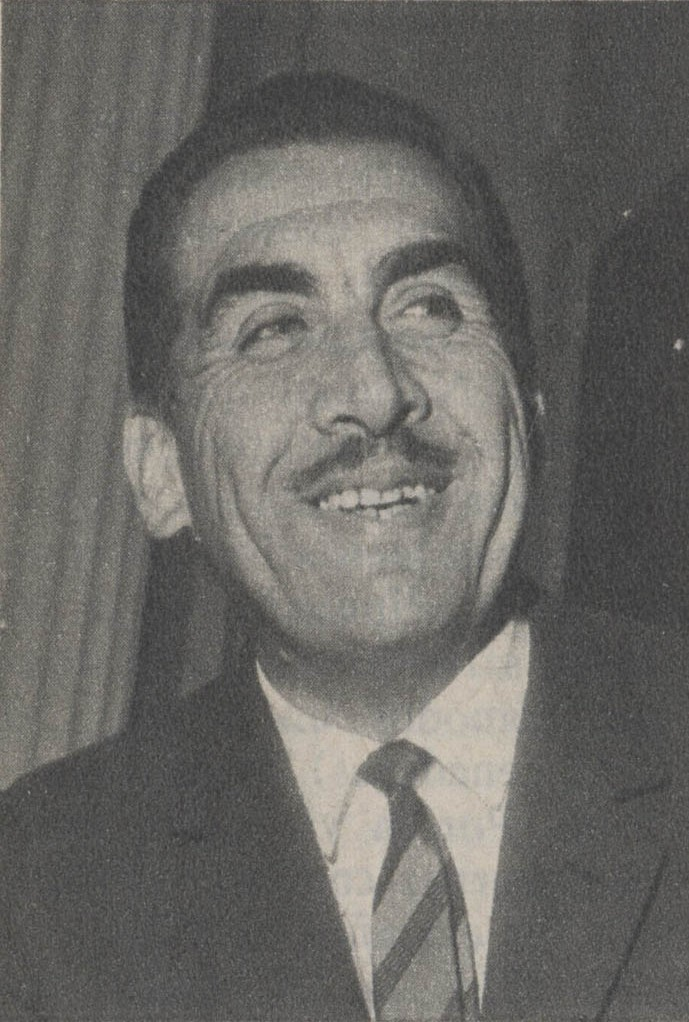
Juan de Dios Carmona hacia 1969.

En las elecciones parlamentarias de 1969, fue electo como senador por la 1ª Agrupación Provincial (correspondiente a las provincias de Tarapacá y Antofagasta), por el periodo 1969-1977. En esa ocasión integró las comisiones permanentes de Constitución, Legislación y Justicia; de Educación Pública; de Economía y Comercio; de Defensa Nacional; de Agricultura y Colonización; de Economía y Comercio; y de Minería. Durante su ejercicio senatorial entre las mociones presentadas que se convirtieron en ley de la República están la Ley n° 17.798, del 21 de octubre de 1972, sobre seguridad interior del Estado; y la Ley n° 12.927, correspondiente a la modificación relativa al control de armas, iniciativa legislativa propuesta a raíz del asesinato del ministro del Interior Edmundo Pérez Zujovic.
No terminó su período parlamentario, pues el golpe militar del 11 de septiembre de 1973 puso término anticipado al período. El decreto ley n° 27, del 21 de septiembre de ese año, disolvió el Congreso Nacional y declaró cesadas las funciones parlamentarias a contar de la fecha.

### Quiebre con el PDC y colaborador de la dictadura militar
En junio de 1976 renunció al PDC, aunque el Tribunal Supremo del mismo lo había expulsado con anterioridad por su posición de apoyo a la dictadura militar encabezada por el general Augusto Pinochet. Ese mismo año se integró al Consejo de Estado, organismo asesor de la dictadura militar. Además participó activamente en la «Comisión Ortúzar», grupo de estudios constitucionales dirigido por el abogado Enrique Ortúzar, que tenía por finalidad preparar el anteproyecto de la Constitución Política de 1980.
En 1980 Pinochet lo designó como embajador de Chile en Madrid, España. A su regreso al país contribuyó a la formación del Acuerdo Democrático Nacional (Adena), organización que también presidió. Posteriormente, en 1984 asumió la presidencia del Movimiento Social Cristiano, el cual fundó en diciembre de 1983 junto a William Thayer Arteaga. Al año siguiente pasó a integrar la «Comisión Asesora para el Estudio de las Leyes Orgánicas Constitucionales».

### Últimos años y muerte

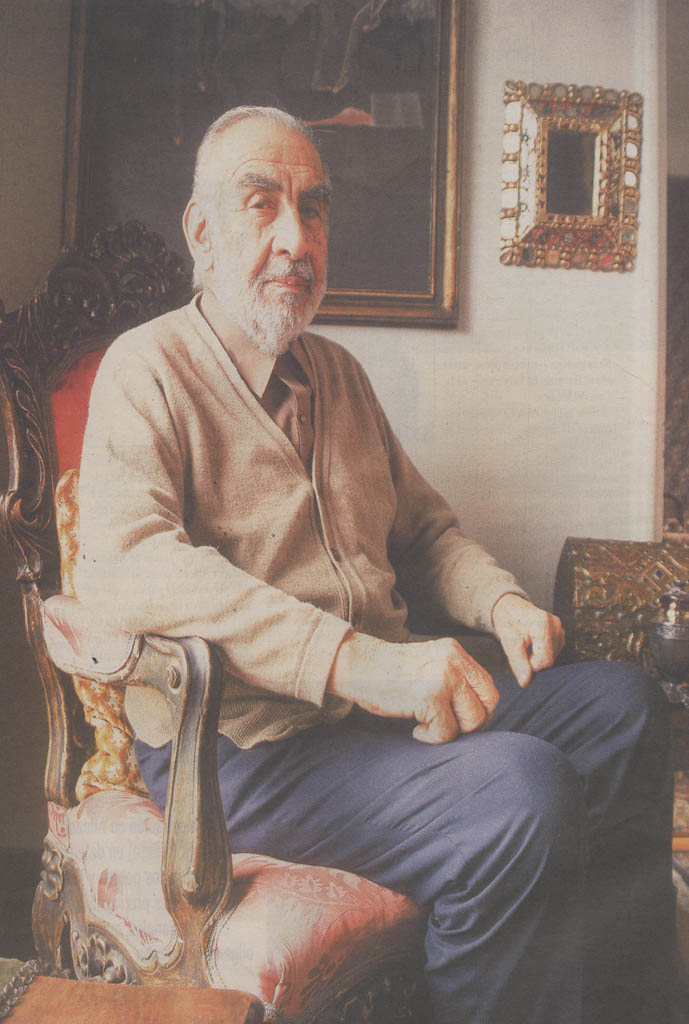
Un envejecido Juan de Dios Carmona durante la década de 2000.

Posteriormente, en 1987 participó en el Frente Nacional del Trabajo (FNT) y fue uno de los fundadores de Renovación Nacional (RN), partido del cual fue su primer vicepresidente. Como miembro de dicha institución formó parte del consejo asesor del candidato presidencial Hernán Büchi, de cara a la elección presidencial de 1989.
En 1989 fue designado relacionador público del Congreso Nacional por el general Augusto Pinochet. Tras el restablecimiento de la democracia se desempeñó como consejero del Instituto O'Higginiano. A fines de 1999 encabezó el Comité Nacional por la Recuperación de la Verdad Histórica integrado por generales y almirantes en retiro, junto con exdiputados y senadores. En 2001 recibió la condecoración 11 de Septiembre, entregada por la corporación del mismo nombre, en reconocimiento al trabajo desarrollado durante la dictadura militar.
Falleció en su residencia de la capital chilena el 27 de octubre de 2009.

## Distinciones y condecoraciones
- Declarado «hijo ilustre» y distinguido con el Ancla de Oro de Antofagasta (1961).[11]

## Historial electoral

### Elecciones parlamentarias de 1969
- Elecciones parlamentarias de 1969, para la 1ª Agrupación Provincial, Tarapacá y Antofagasta.